# スズメ属
スズメ属（スズメぞく、学名：Passer）は、旧世界に分布する鳥類である。体長10–20 cm（センチメートル）ほどで、スズメ目の中では小型の部類に入る。体つきは丸みを帯び、尾羽は短く、嘴は短い円錐形をしている。体色は茶色から灰色で、しばしば黒、黄色、白の斑紋が入る。
イネ科植物の種子を食べる生活に適応したグループで、嘴はその食性に適し、体色は草原の枯れ草や土・砂にまぎれる。ほとんどの種は温暖なアフリカやユーラシア南部の開けた土地に自然分布する。数種はヒトの居住地周辺の環境に適応しており、特にイエスズメは本来の分布域と考えられている中東かナイル川下流域からユーラシアの広い地域に分布を広げ、ヒトの活動と共にアメリカ州とオーストラリアにも帰化した。イエスズメには及ばないが、スズメもオーストラリアとアメリカ合衆国のミズーリ州とイリノイ州に帰化している。
スズメ属の鳥類は種と営巣場所によって灌木、樹上、樹洞、建物、屋根藁、大型の鳥（シュバシコウなど）の巣などに乱雑な巣を作る。一度に産卵する卵の数は8個までで、両親で12から14日抱卵し、若鳥は孵化後14日から24日で巣立つ。
主に地面で種子を食べるが、繁殖期には特に小型の昆虫類を捕食することもある。イエスズメやハイガシラスズメなど数種は都市部で残飯を漁り、ほとんど雑食性といえる。スズメ属の鳥類は群れで行動することを好み、中には美しいさえずりをもつ種もある。

## スズメ属の種
種の数については、地理的に異なるグループを亜種とするか独立した種とするかで学説が分かれ、15種から20種が数えられる
Passer ammodendri ノウメンスズメ
南ロシア、トルキスタン、モンゴル、中華人民共和国の、アカザ科の灌木ハロキシロン・アンモデンドロンが密生する乾燥地帯に生息する。
Passer castanopterus クリバネスズメ
ソマリア北部、ジブチ、エチオピア、ケニアに分布。
Passer cordofanicus コルドファアカスズメ
Passer diffusus ミナミハイガシラスズメ
アンゴラ、ザンビアから南アフリカ共和国にかけてのサバナや疎林に生息する。ハイガシラスズメの亜種またはレースとする説もある。
Passer domesticus イエスズメ
スズメ属のなかで最も繁栄している種で、ユーラシア大陸西部、南北アメリカ、オーストラリアと広く分布している。ヨーロッパにはスズメとイエスズメが生息しているが、全長約16.5cmと体格に勝るイエスズメが徐々に生息域を広めている。北アメリカ大陸にはもともと生息していなかったが、19世紀半ばにニレの木につく害虫駆除のためにイギリスから持ち込まれたのをきっかけに、全米で繁殖するようになった。
Passer eminibey クリイロスズメ
中央アフリカの乾燥したサバナに分布する。
Passer euchlorus アラビアコガネスズメ
南西アラビア半島、ソマリアとジブチの沿岸部に分布し、とげのある灌木の生えたサバナや乾燥地を好む。コガネスズメの亜種とする説もある。
Passer flaveolus セアカスズメ
ミャンマー、タイ、カンボジア、ラオス、ベトナム、マレー半島に分布。
Passer gongonensis ハシブトハイガシラスズメ
東アフリカ中部の乾燥した低地に分布する。ハイガシラスズメの亜種またはレースとする説もある。
Passer griseus ハイガシラスズメ
熱帯アフリカの多くの地域の留鳥。疎林から民家の近くまで、様々な開けた環境に生息する。樹上、屋根藁、古い鳥の巣などを利用してカップ状の巣を作る。

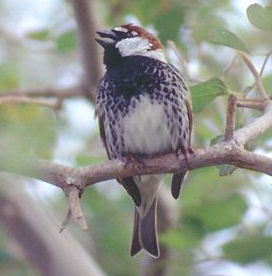
スペインスズメの雄

Passer hispaniolensis スペインスズメ
地中海沿岸（スペイン、コルシカ島、サルデーニャ、シチリア、ギリシャ、北アフリカ）と南アジアの温暖な地域に分布する。イエスズメと似ており、種間雑種を作る。イタリア、地中海盆地の島嶼と北アフリカに分布するイタリアスズメ（Passer italiae）とは同種の可能性がある。
Passer iagoensis カーボベルデセアカスズメ
カーボヴェルデ諸島のほとんどの島に分布する。生息地の環境は様々だが、特に溶岩平原、砂漠、灌木の生える乾燥地を好む。スペインスズメがいない地域では、市街地でも見られる。雨期の始まる8、9月頃から、まばらなコロニーを作って繁殖する。崖や壁に開いた穴に草で巣を作り、中に毛や羽毛を敷く。アフリカ大陸に分布するオオスズメの亜種とする説もある。
Passer insularis ソコトラスズメ
イエメンのソコトラ島、 アブドゥルクーリー島 、「アフリカの角」地域の沖合の島嶼に分布。乾燥地帯と町を好む。オオスズメの亜種とする説もある。
Passer luteus コガネスズメ
サハラ以南のナイジェリアからスーダンにかけて分布する。開けたサバナ、 半砂漠、灌木の生える乾燥地、穀類の畑地を好む。大きなコロニーを作って繁殖し、木の小枝でとても大きく乱雑なドーム状の巣を作る。雄の頭部と腹部は鮮やかな黄色で、背と翼は焦げ茶色をしており、繁殖期の羽色は特に鮮やかである。一般に地味な羽色のスズメ属では珍しく美しいので飼い鳥として飼われ人気もあるが、寒さに極端に弱いため日本での飼育はかなり難しい。
Passer melanurus ホオグロスズメ
アフリカ南部の乾燥地帯に分布。
Passer moabiticus ペルシアスズメ
ヨルダン川と死海周辺、イラク、イラン、アフガニスタン西部に分布。水辺に近い、ギョリュウなどの灌木の生える乾燥した低地で繁殖する。樹上に巣を作る。
Passer montanus スズメ
ユーラシア大陸を中心に世界に広く分布し、草原、農耕地から都市部など、ヒトの生活圏を好む。
Passer motitensis オオスズメ
アフリカの、木の生えた乾燥したサバナと町に生息する。
Passer pyrrhonotus インダススズメ
イラン、パキスタン、西インドのカーティヤワール半島に分布。背の高い草や灌木の生えたところに生息する。

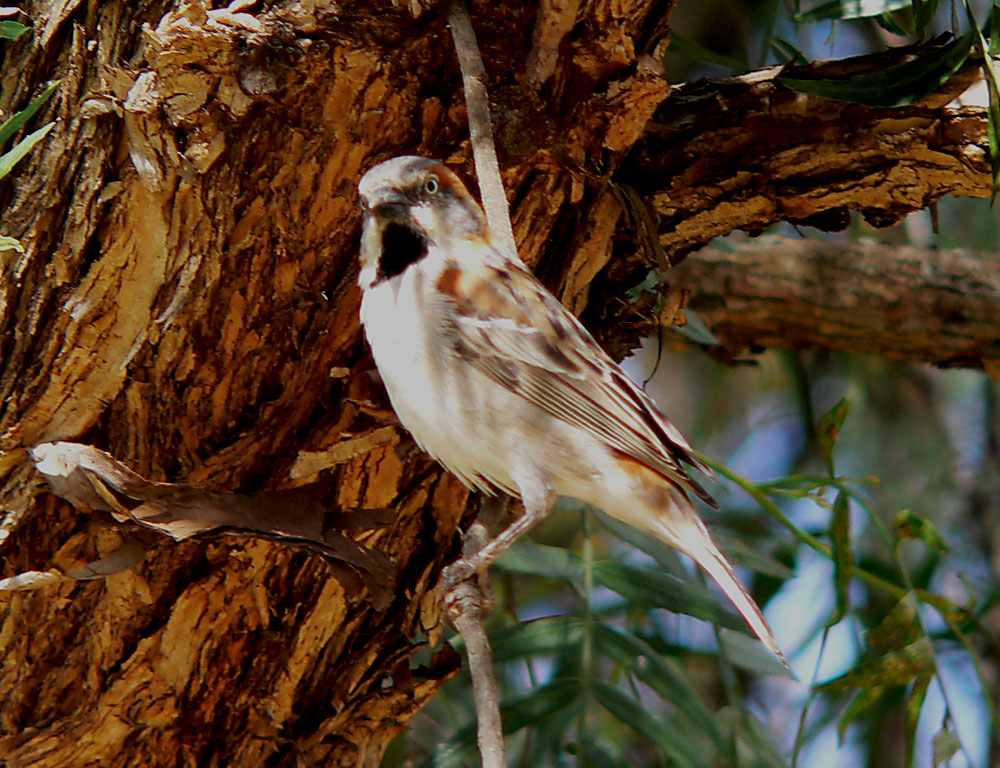
ケニアアカスズメ

Passer rufocinctus ケニアアカスズメ
チャド南部、スーダン、ソマリア、ウガンダ、ケニア、タンザニアに分布する。木の生えた乾燥したサバナや町を好む。オオスズメの亜種とされることもある。
Passer rutilans ニュウナイスズメ
頬に黒斑がないスズメで、東アジアに分布する。森林に生息し、人里にはあまり進出しない。樹洞に営巣し、キツツキ類の古巣をよく利用する。
Passer shelleyi シェリーアカスズメ

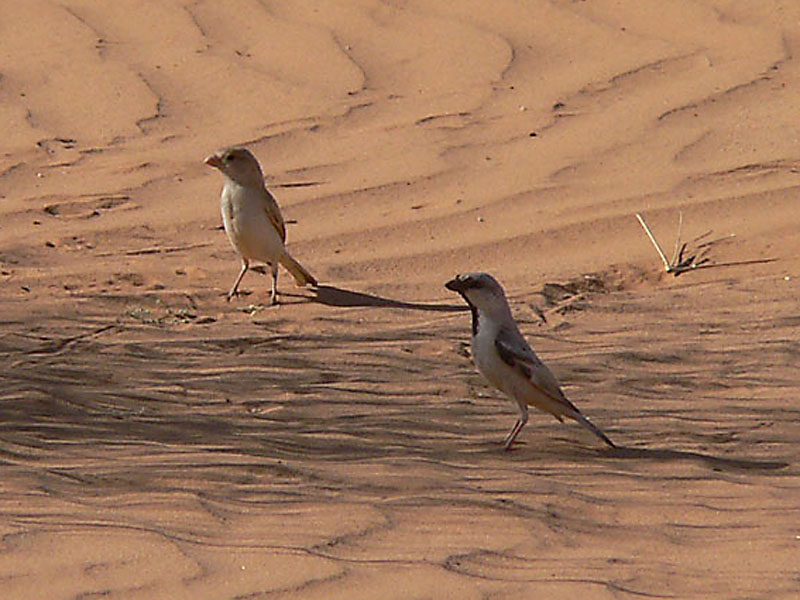
サバクスズメ

Passer simplex サバクスズメ
北アフリカおよび中央アフリカと、イランからロシアにかけての砂漠や砂地に生息する。人を恐れず、民家の泥壁を利用して巣を作ることがある。

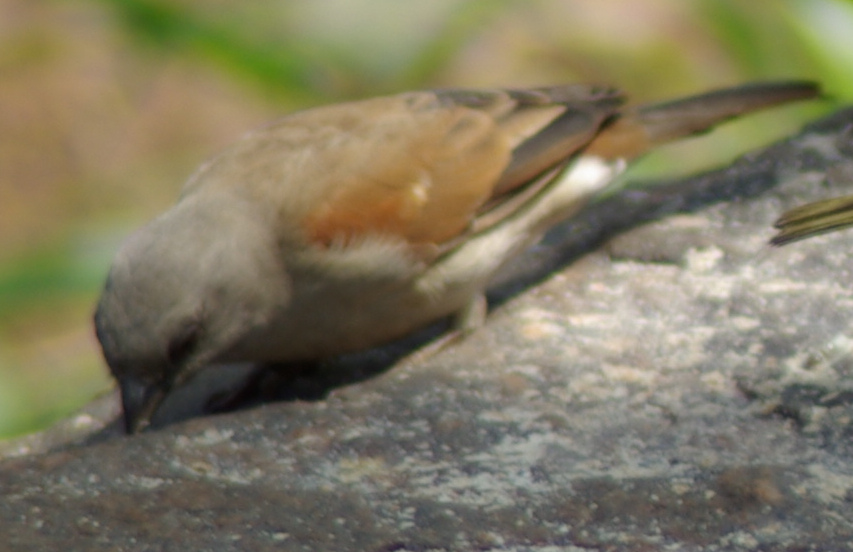
スワヒリハイガシラスズメ

Passer suahelicus スワヒリハイガシラスズメ
ケニア南部とタンザニアのサバナに生息する。近年まではハイガシラスズメのレースとされていた。タンザニア南部でハイガシラスズメと雑種を形成することがわかっている。
Passer swainsonii ムジハイガシラスズメ
エチオピアとソマリアの高原に生息する。ハイガシラスズメの亜種またはレースとする説もある。